# Kostel a klášter svatého Františka
Kostel a klášter sv. Františka (španělsky Iglesia y Monasterio de San Francisco), známý jako el San Francisco, je římskokatolický komplex budov ze 16. století v ekvádorské metropoli Quitu, který představuje nejrozsáhlejší architektonický celek vzniklý v koloniální éře Latinské Ameriky, a proto bývá označován za „Escorial Nového světa“. Jeho výstavba, probíhající mezi lety 1534–1680, byla přerušována zemětřeseními a zahrnula v sobě několik slohů.

## Komplex
Klášter sv. Františka, jakožto konvent, komunikuje s okolním světem třemi prostory:
- náměstím sv. Františka (Plaza de San Francisco), projektovaným výhradně jako urbanistická stavba ohraničující prostor pro více veřejných aktivit (vzdělávání, tržiště, zásobování vodou),
- nádvořím (El Atrio), na němž se střetly urbanistické a sakrálními prvky jeho využití. Nejméně v šestnáctém a sedmnáctém století se stalo místem pohřbívání. Vstupem je konvexní schodiště navržené vatikánským architektem Gianim Lorenzem Berninim,[4]
- kostelem sv. Františka (La Iglesia de San Francisco) s kaplemi jako výlučně sakrální stavbou.

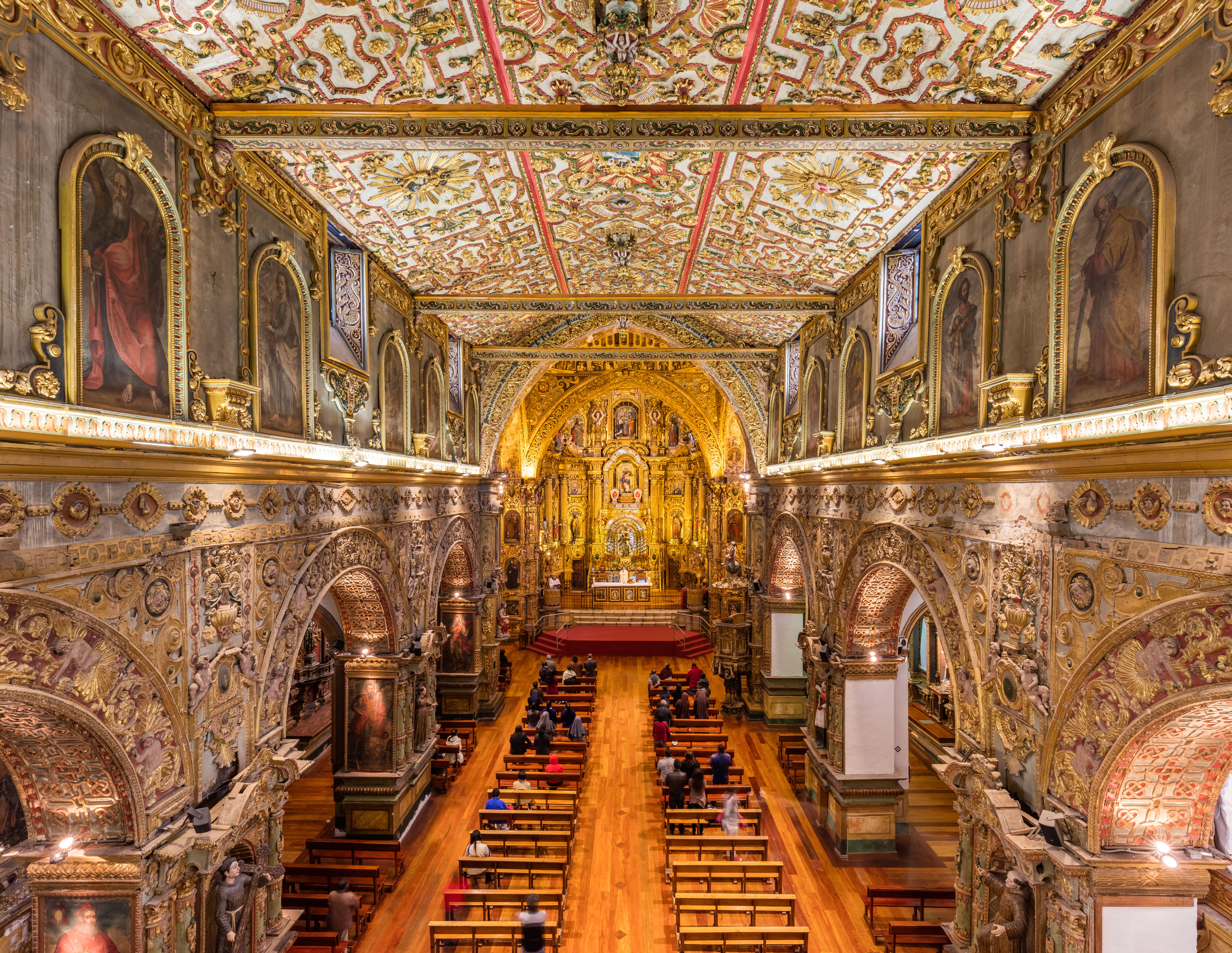
Hlavní loď kostela sv. Františka s bohatou výzdobou

Kostel s klášterem se rozkládají na ploše okolo tří hektarů a zahrnují třináct křížových chodeb, včetně šesti hlavních ambitů. Součástí vnitřního areálu jsou tři kostely a rozlehlé nádvoří. Zastavěná plocha činí okolo 40 tisíc m2. Konvent je typickým příkladem středověkého kláštera. Hlavní kostel stojí v centrální ose komplexu a přes krytý ochoz na něj navazuje klášter s refektářem a vinicí. Ve vnitřním prostoru je nádvoří čtvercového půdorysu. Nacházejí se zde také místnosti pro zdravotní péči, vzdělávání, řemeslnou výrobu, zahrada a vězení napomáhající udržování přísné disciplíny. V opozoci hlavnímu kostelu stojí Muzeum sv. Františka (Museo Francisco).
Výstavba kostela byla zahájena několik týdnů po založení Santiaga de Quito v roce 1534 a dokončena pak roku 1604. Jeho zakladatelem se stal františkánský misionář Jodoco Ricke. Hlavní křížová chodba vznikla roku 1605. Orientace původního malého kostela ze 16. století byla změněna na počátku následného století, kdy také došlo k jeho významnému rozšíření, včetně výstavby impozantního průčelí.
V červenci 2015 v kostele promluvil k zástupcům občanské společnosti papež František během návštěvy Ekvádoru na téma sociálních problémů.

### Sloh

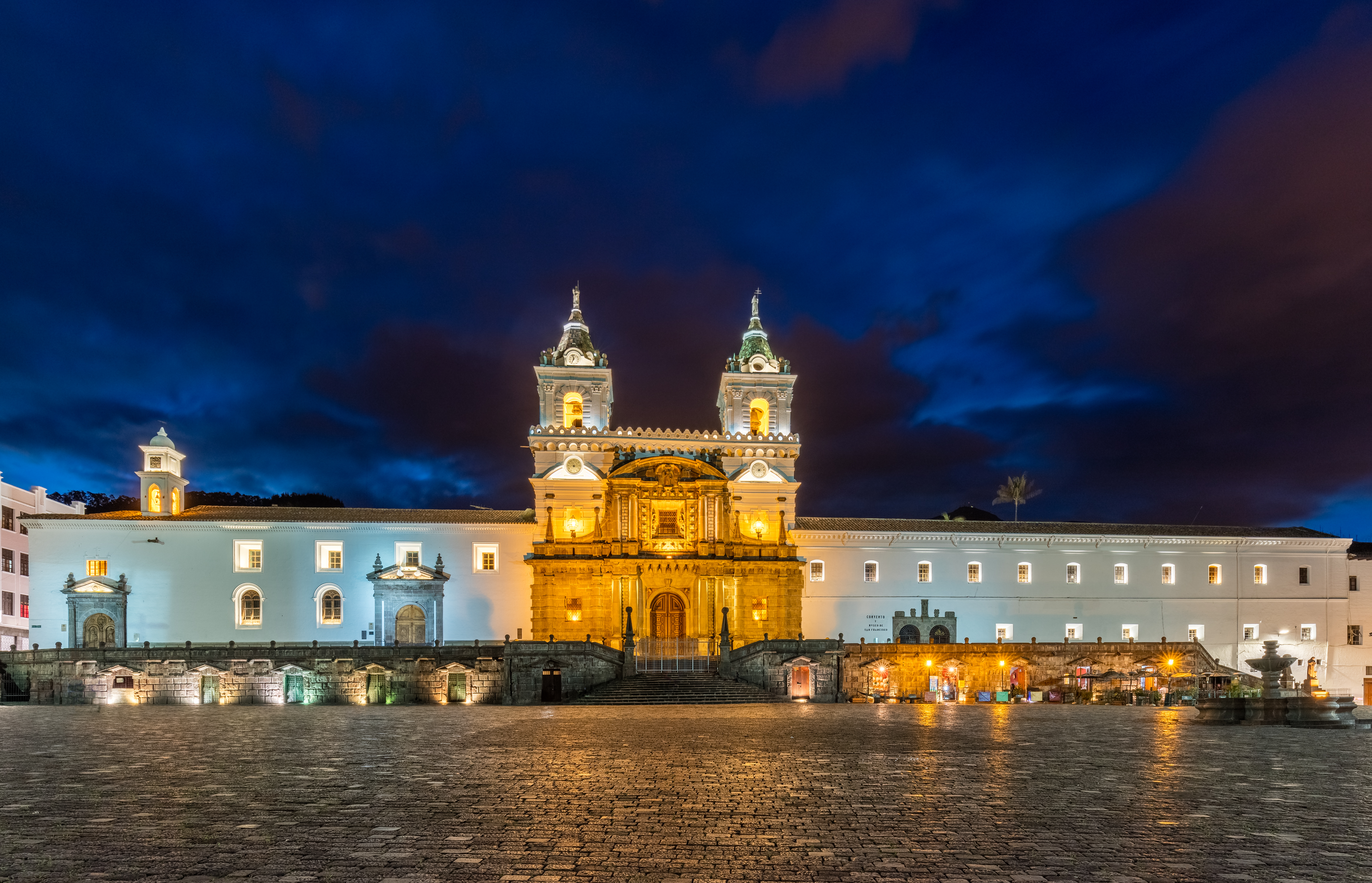
Kostel a klášter sv. Františka v noci

Fasáda hlavního kostela sv. Františka – poprvé na jihoamerickém kontinentu takto zdobená –, obsahuje manýristické prvky, které se staly jedním z určujících znaků slohu, jenž se rozšířil na další stavby kontinentu. Strohost renesančního a mudejarského exteriéru kontrastuje s bohatou vnitřní výzdobou barokních a mudejarských elementů lodi, kaplí a hlavního oltáře v exoticky zlatém provedení. Původní kněžiště z konce 16. století obsahuje dochované mudejarské prvky, přestože byla hlavní loď stržena zemětřesením a znovu zastřešena barokním stropem z roku 1770.

### Umění
Komplex uchovává na 3 500 uměleckých děl z období španělského kolonialismu, směšující různé umělecké styly a techniky, které daly vzniknout tzv. quitské umělecké škole (Escuela Quiteña). Nejznámější skulptura, dřevěná Panna z Quita, pochází od Bernarda de Legardy z roku 1734. Františkánská knihovna byla v sedmnáctém století popisována jako největší v místokrálovství Peru.

#### Sochy

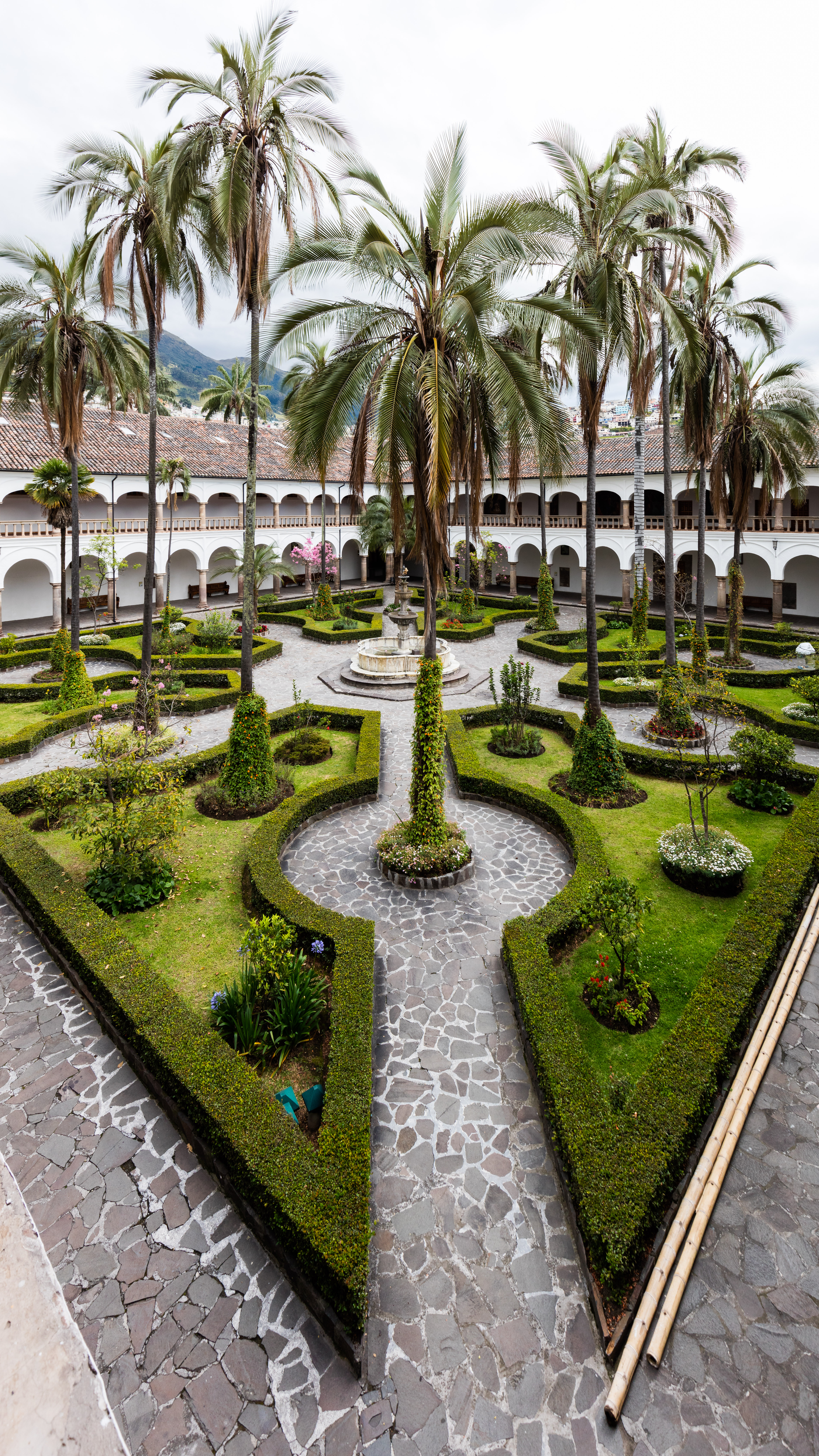
Zahrada kláštera

| Socha                                                                      | umělec              | století     |
| -------------------------------------------------------------------------- | ------------------- | ----------- |
| El Bautismo del Señor (Křest Páně)                                         | Diego de Robles     | 16. století |
| Jesús del Gran Poder                                                       | Padre Carlos        | 16. století |
| Traición de Judas (Jidášova zrada)                                         | Pampite             | 17. století |
| Virgo de Quito (Panna z Quita)                                             | Bernardo de Legarda | 18. století |
| El Calvario (Kalvárie)                                                     | Bernardo de Legarda | 18. století |
| San Pedro de Alcántara (Svatý Petr z Alkantary)                            | Caspicara           | 18. století |
| La impresión de las llagas de San Francisco (Stigmatizování sv. Františka) | Caspicara           | 18. století |
| Tránsito de la Virgen (Smrt panny)                                         | Caspicara           | 18. století |
| Virgen del Carmen (Panna z Karmelu)                                        | Caspicara           | 18. století |
| San José                                                                   | Caspicara           | 18. století |

#### Obrazy
| Obraz                                                 | umělec                    | století     |
| ----------------------------------------------------- | ------------------------- | ----------- |
| Orden Terciaria cyklus 15 obrazů                      | Andrés Sánchez de Gallque | 16. století |
| Genealogía de la Orden Franciscana                    | neznámý autor             | 16. století |
| San Francisco de Asís                                 | Francisco de Zurbarán     | 17. století |
| Jesús sentenciado a Muerte                            | Miguel de Santiago        | 17. století |
| Jesús con la cruz a cuestas                           | Miguel de Santiago        | 17. století |
| Jesús cae por tercera vez                             | Miguel de Santiago        | 17. století |
| Verónica limpia el rostro de Jesús                    | Miguel de Santiago        | 17. století |
| El Descendimiento                                     | Bernardo Rodríguez        | 18. století |
| San Camilo de Lelis                                   | Bernardo Rodríguez        | 18. století |
| Inmaculada coronada por la Santísima Trinidad         | Bernardo Rodríguez        | 18. století |
| Los Milagros de San Antonio de Padúa cyklus 12 obrazů | Bernardo Rodríguez        | 18. století |